# Rollo & King
Rollo & King es una banda danesa, formada por Søren Poppe y Stefan Nielsen. Los dos hombres se llamaron a sí mismos con los nombres de dos perros. Con su primer álbum "Midt i en løbetid" llegaron a encabezar las listas de éxitos danesas durante 13 semanas en los años 2000-2001. 

## Carrera
Antes que Søren Poppe fuera famoso con la banda, fue profesor en un colegio de Valby, Copenhague, la música y las matemáticas eran las materias que principalmente enseñaba.
La Danmarks Radio invitó al grupo a participar en el Dansk Melodi Grand Prix en 2001. Ganándolo con la canción Der står et billede af dig på mit bord ("Hay una foto de ti sobre mi escritorio").
Juntos con la cantante Signe Svendsen, que se había unido al grupo, en el Festival de Eurovisión 2001 interpretaron la traducción de la canción inglés Never ever let you go donde acabaron en segunda posición.

## Discografía
- Midt i en løbetid (2000)
- Det nye kuld (2001)